# Festival Hoa Đà Lạt

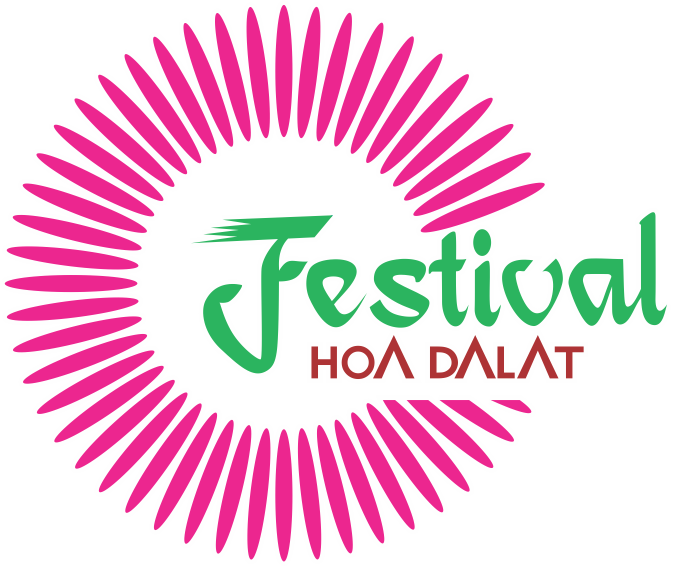
Biểu tượng của Festival Hoa Đà Lạt

Festival Hoa Đà Lạt là một sự kiện lễ hội được tổ chức tại thành phố Đà Lạt, Lâm Đồng, Việt Nam và một số địa phương khác trong tỉnh Lâm Đồng vào tháng 12 - tháng mà Đà Lạt có thời tiết đẹp nhất trong năm. Festival Hoa là dịp để thành phố trưng bày, triển lãm các loại rau, hoa, cây cảnh của địa phương cũng như từ nhiều vùng miền trong cả nước và một số quốc gia khác nhằm mục đích thu hút khách du lịch đến tham quan, nghỉ dưỡng tại Đà Lạt, thúc đẩy tăng trưởng kinh tế cho thành phố. Festival Hoa còn là một hoạt động tôn vinh giá trị của hoa và nghề trồng hoa, nhằm kêu gọi đầu tư vào ngành trồng hoa Đà Lạt, cũng như quảng bá hình ảnh, vẻ đẹp của thành phố, văn hóa và con người Đà Lạt. Đây là một sự kiện mang tầm cỡ quốc gia và quốc tế.

## Truyền hình trực tiếp
Lễ Khai mạc sự kiện này do ê kíp của Trung tâm Truyền hình Việt Nam tại TP. Hồ Chí Minh (VTV9) thực hiện, được truyền hình trực tiếp trên sóng VTV2 (2005) và sóng VTV1 (2007 đến nay), được tiếp sóng trực tiếp trên sóng của Đài Phát thanh - Truyền hình Lâm Đồng (LTV).
Lễ Bế mạc do ê kíp của Đài Phát thanh - Truyền hình Lâm Đồng (LTV) thực hiện, được truyền hình trực tiếp trên sóng của Đài Phát thanh - Truyền hình Lâm Đồng (LTV).

## Dòng thời gian

### Lần I - 2005
Festival Hoa Đà Lạt 2005 diễn ra từ ngày 10/12/2005 đến ngày 18/12/2005 (9 ngày).
Chủ đề: Đà Lạt - Điểm hẹn muôn sắc hoa.
Đây là Festival Hoa đầu tiên của thành phố, tiếp nối sau thành công của Lễ hội Sắc hoa Đà Lạt 2004. Thành phố đón gần 80 nghìn du khách.

### Lần II - 2007
Festival Hoa Đà Lạt 2007 diễn ra từ ngày 15/12/2007 đến ngày 22/12/2007(8 ngày).
Chủ đề: Hoa Đà Lạt - Tôi yêu bạn.

### Lần III - 2010

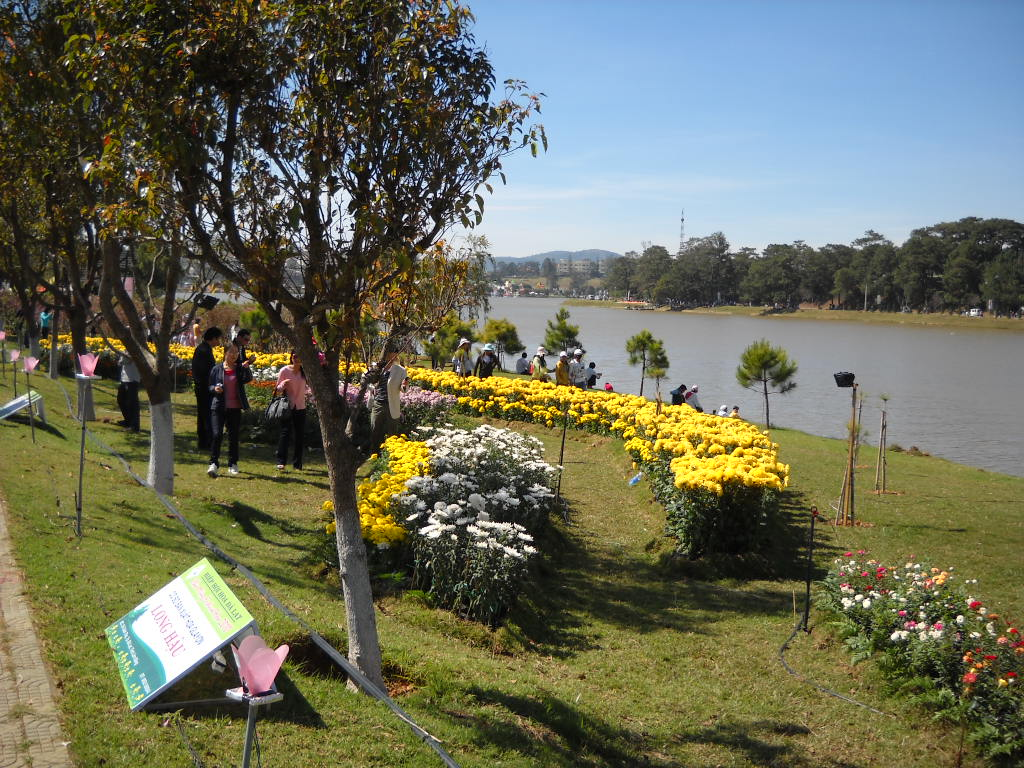
Không gian hoa bên hồ Xuân Hương, Festival năm 2010.

Festival Hoa Đà Lạt 2010 diễn ra từ ngày 01/01/2010 đến ngày 04/01/2010 (4 ngày).
Chủ đề: Đà Lạt - Thành phố ngàn hoa.
Sự kiện này đã được Chính phủ đưa vào một trong loạt những sự kiện tiêu biểu của Quốc gia nhằm chào mừng Kỷ niệm 1000 năm Thăng Long - Hà Nội.

### Lần IV - 2012

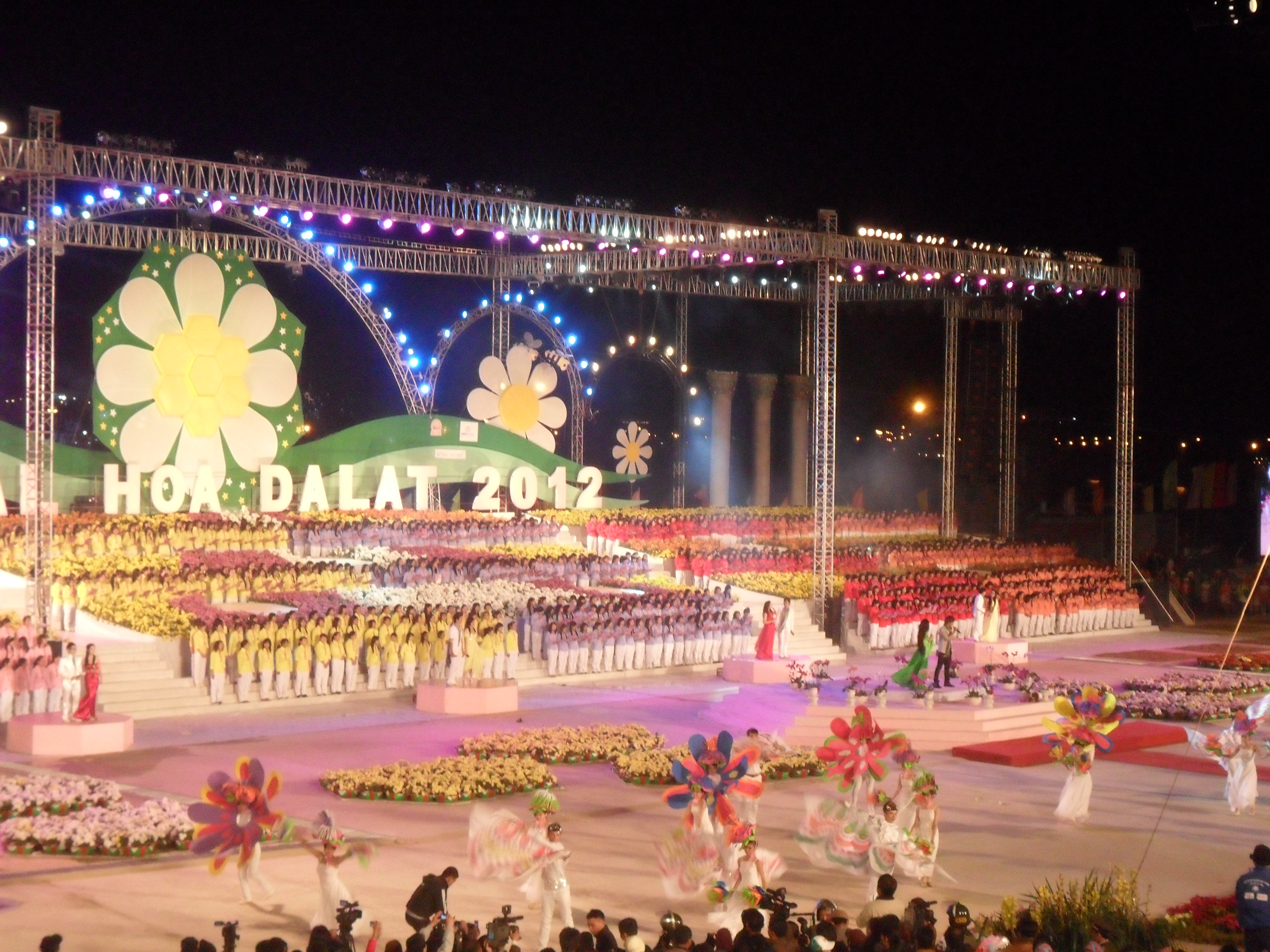
Đêm khai mạc Festival Hoa Đà Lạt 2012.

Festival Hoa Đà Lạt 2012 diễn ra từ ngày 31/12/2011 đến ngày 03/01/2012(4 ngày).
Chủ đề: Đà Lạt - Thành phố Festival Hoa.
Sau 4 ngày lễ hội, Festival đã thu hút hơn 300 nghìn du khách trong và ngoài nước đến tham dự.

### Lần V - 2013
Festival Hoa Đà Lạt 2013 diễn ra từ ngày 28/12/2013 đến ngày 02/01/2014 (6 ngày).
Chủ đề: Tây Nguyên - Âm vang tiếng gọi đại ngàn.
Festival Hoa Đà Lạt 2013 là một trong chuỗi những sự kiện văn hóa quan trọng của thành phố, các sự kiện mang tầm quốc gia và quốc tế diễn ra tại Tây Nguyên và thành phố Đà Lạt, Lâm Đồng trong năm 2013 và 2014: Kỷ niệm 120 năm Đà Lạt hình thành và phát triển, Tuần lễ văn hóa du lịch Lâm Đồng 2013, Công bố Năm du lịch quốc gia Tây Nguyên - Đà Lạt 2014, Festival Di sản UNESCO Việt Nam - ASEAN lần thứ nhất tại Đà Lạt - Lâm Đồng 2013.

### Lần VI - 2015
Festival Hoa Đà Lạt 2015 diễn ra từ ngày 29/12/2015 đến ngày 02/01/2016 (5 ngày).
Chủ đề: Đà Lạt - Muôn màu sắc hoa.

### Lần VII - 2017

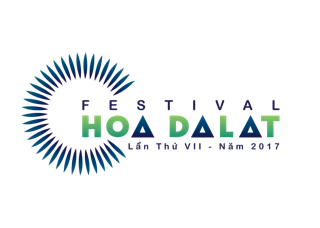
Logo Festival Hoa Đà Lạt 2017

Festival Đà Lạt lần thứ VII năm 2017 với chủ đề “Hoa Đà Lạt - Kết tinh kỳ diệu từ đất lành” diễn ra từ ngày 22 tháng 12 đến 27 tháng 12 năm 2017.
Festival hoa Đà Lạt năm 2017 có 15 chương trình chính và 14 chương trình hưởng ứng, như: Đêm hội rượu vang Đà Lạt; không gian hoa; trưng bày triển lãm hoa, cây cảnh quốc tế; phiên chợ rau, hoa; đêm hội tơ - trà... Lễ khai mạc diễn ra lúc 20h ngày 23-12 tại quảng trường Lâm Viên, Thành phố Đà Lạt.
Festival hoa Đà Lạt năm 2017 diễn ra trong 5 ngày. Đặc biệt, trong khuôn khổ của Festival hoa lần này có hai nội dung được bán vé là Tuần lễ thời trang áo dài - lụa, và chương trình nghệ thuật thời trang duyên dáng Việt Nam.

### Lần VIII - 2019
Festival Đà Lạt lần thứ VIII với chủ đề "Đà Lạt và Hoa" diễn ra từ ngày 20 đến 24 tháng 12 năm 2019 gồm lễ khai mạc và chương trình nghệ thuật bế mạc tổ chức tại Quảng trường Lâm Viên; không gian hoa ở khu vực hồ Xuân Hương, một số tuyến phố trung tâm và 5 làng hoa của Đà Lạt; thử nghiệm tuyến đường chiếu sáng nghệ thuật; chương trình giao lưu văn hóa nghệ thuật Việt Nam – Hàn Quốc; trưng bày, triển lãm hoa, cây cảnh quốc tế 2019; hội chợ triển lãm thương mại quốc gia; lễ khai mạc Tuần văn hóa trà và tơ lụa Bảo Lộc. Không chỉ riêng tại festival, thành phố ngập tràn sắc hoa sẽ kéo dài đến hết Tết âm lịch. Bên cạnh đó là sự xuất hiện đặc biệt của Hoa hậu Thế giới 2013 – Megan Young. Cô sẽ tham gia vào một số hoạt động của lễ hội cùng với Đại sứ Festival Hoa Đà Lạt 2019 – Lương Thùy Linh (Hoa hậu Thế giới Việt Nam 2019, top 12 Hoa hậu Thế giới 2019). Ngoài ra trong đêm khai mạc và bế mạc còn có sự xuất hiện của các ca sỹ Tóc Tiên, Cẩm Ly, Hồ Trung Dũng,... và nhiều Hoa hậu, Á hậu như Đỗ Mỹ Linh, Nguyễn Hà Kiều Loan, Nguyễn Tường San, Nguyễn Lâm Diễm Trang, Người đẹp Nhân ái Nguyễn Thúc Thùy Tiên,...

### Lần IX - 2022
Festival Hoa Đà Lạt 2022 diễn ra từ ngày 1/11/2022 đến ngày 31/12/2022. Sự kiện được tổ chức trong 2 tháng, với chủ đề “Đà Lạt – Thành phố bốn mùa hoa”.